# Integraal kustbeheer
Integraal kustbeheer (of zoals het in Europees kader wordt genoemd: geïntegreerd kustbeheer) is een vorm van kustbeheer waarin verschillende doelstellingen en beheersvormen samenkomen, zoals het beheer van de kust als zeewering, de natuurwaarden, de recreatieaspecten en de ruimtelijke ordening van de kustzone. Het is inmiddels een onderdeel van de Europese kaderrichtlijn mariene strategie, waarin het Europese initiatief van 2013 is opgenomen. 

## Geschiedenis
De term "integraal kustbeheer" is een vertaling van het Amerikaanse "Integrated Coastal Zone Management", wat in de 70-er jaren van de 20e eeuw populair werd in de Verenigde Staten. Door de grote maatschappelijke druk op kustgebieden ontstond daar behoefte aan ruimtelijke ordening in de kustzone. Dit leidde in 1972 tot de Coastal Zone Management Act, die de afzonderlijke staten de mogelijkheid gaf om een Coastal Commission op te richten om regels te stellen inzake de ruimtelijke ordening van het kustgebied. Op nationaal niveau werd uitvoering gegeven aan de wet door NOAA, maar het belangrijkste was de implementatie op staatniveau. Met name in Californië is dit ver ontwikkeld.
Ook in Europese landen was belangstelling om hier een dergelijke integraal kustbeheer op te zetten, maar de noodzaak was veel minder groot, omdat in de meeste Europese landen het aspect van ruimtelijke ordening al goed geregeld was in wetgeving (de Verenigde staten kenden weinig wetgeving op dit gebied). In Vlaanderen en Nederland is traditioneel het kustbeheer gericht op kustverdediging. Dit werd uitgevoerd door de ministeries van Openbare Werken (Vlaanderen) en Verkeer & Waterstaat (Nederland). Door het streven om het beheer van de kustzone meer integraal aan te pakken, hebben deze diensten zich verbreed; het probleem daarbij was wel dat er conflictsituaties ontstonden met andere ministeries, zoals in Nederland met het ministerie van Ruimtelijke Ordening (wat destijds ook de portefeuille Natuurbeheer had). In Nederland is door samenvoeging van ministeries in 2010 het Ministerie van Infrastructuur en Milieu ontstaan, waardoor al deze zaken van 2010 - 2017 onder één minister vielen. Bij de formatie van de regering in 2017 is dit ministerie weer gesplitst in Infrastructuur en Waterstaat (verantwoordelijk voor o.a. de kustverdediging), in Landbouw, Natuur en Voedselkwaliteit (voor de natuurbescherming) en in Economische Zaken en Klimaat (voor recreatie). Hierdoor is in Nederland er weer geen geïntegreerde aanpak van de kust op ministerieel niveau mogelijk. In 2013 is door het ministerie van I & M een Nationale Visie Kust uitgebracht. In het vervolg daarop is door de provincies een kustpact gesloten om de ruimtelijke ontwikkeling van de kust verder integraal en gecoördineerd uit te voeren. Sinds 2017 is door de splitsing over drie ministeries een geïntegreerd kustbeleid in Nederland lastiger. Dit blijk ook uit een studie van  het College van Rijksadviseurs uit 2018 naar dit kustpact. Dit college constateerde ".... dat de provincies elk afzonderlijk hadden gewerkt, zonder onderlinge afstemming over methode, cartografie of legenda. Daardoor beschikt elke provincie nu over een eigen beleid en een eigen zonering, waartussen aanzienlijke verschillen bestaan. Het maken van één overzichtelijk beeld dat laat zien hoe de Nederlandse kust zich als geheel zal ontwikkelen, wordt daardoor geen eenvoudige opgave." 

## Europees geïntegreerd kustbeheer
Het Europees geïntegreerd kustbeheer beoogt de totstandbrenging van een kader voor maritieme ruimtelijke ordening en geïntegreerd kustbeheer in de lidstaten van de EU met het oog op de bevordering van de duurzame groei van maritieme en kustactiviteiten en het duurzaam gebruik van kust- en mariene hulpbronnen.
Dit verplicht de lidstaten ertoe menselijke activiteiten op zee in kaart te brengen en hun meest doeltreffende toekomstige ruimtelijke ontwikkeling in maritieme ruimtelijke plannen in kaart te brengen en relevante beleidsmaatregelen die van invloed zijn op kustgebieden in geïntegreerde kustbeheerstrategieën te coördineren. Om de duurzaamheid en de milieuhygiëne van de verschillende toepassingen in mariene en kustgebieden te waarborgen, zullen maritieme ruimtelijke ordening en kustbeheer een aanpak moeten hanteren die de grenzen van ecosystemen eerbiedigt. Deze aanpak omvat de beoordeling van plannen en strategieën zal ervoor zorgen dat economische activiteiten in een vroeg stadium een rol spelen bij de bescherming van natuurlijke hulpbronnen, alsmede risico’s in verband met klimaatverandering en natuurlijke risico’s waarvoor kustgebieden uiterst kwetsbaar zijn. Dit heeft economische voordelen, aangezien natuurlijke hulpbronnen vaak een essentiële basis vormen voor activiteiten zoals visserij en aquacultuur, die afhankelijk zijn van schone zeeën.
De lidstaten zullen ook moeten samenwerken om te zorgen voor een coherente aanpak van mariene en kustgebieden.De coherente toepassing van maritieme ruimtelijke ordening en geïntegreerd kustbeheer zal de interactie tussen activiteiten op het land en op zee verbeteren. Door de optimale verdeling van de maritieme ruimte over de verschillende toepassingen en het gecoördineerde beheer van kustgebieden over de verschillende sectoren zullen gelijktijdige activiteiten hun potentieel ten volle kunnen benutten. Het gebruik van één enkel instrument om alle instrumenten in evenwicht te brengen, moet ook de zekerheid voor investeerders vergroten en de administratieve lasten voor de nationale overheden verminderen, met behoud van ecosysteemdiensten.